# Magnesiumphosphid
Magnesiumphosphid ist eine Verbindung aus der Gruppe der Phosphide. Es handelt sich dabei um einen grau-grünen Feststoff mit dem Geruch von Monophosphan, der durch die Reaktion mit der Luftfeuchtigkeit hervorgerufen wird.

## Herstellung
Magnesiumphosphid kann durch die Zugabe von flüssigem Phosphor zu erhitztem Magnesium unter Inertgasatmosphäre hergestellt werden.
{\displaystyle {\ce {6Mg + P4 -> 2Mg3P2}}}

## Eigenschaften
Magnesiumphosphid kann mit diversen Stoffen wie z. B. Halogenen, Oxidationsmitteln, Säuren oder Wasser heftig reagieren. Schon bei Kontakt mit Luftfeuchtigkeit setzt Magnesiumphosphid giftiges Monophosphan frei:
{\displaystyle {\ce {Mg3P2 + 6H2O -> 2PH3 + 3Mg(OH)2}}}
Magnesiumphosphid kristallisiert in einer kubischen Kristallstruktur mit der Raumgruppe Ia3 (Raumgruppen-Nr. 206) und dem Gitterparameter a = 12,01 Å. Die Struktur besteht ähnlich der Na2O-Struktur aus einer verzerrten kubisch-dichtesten Kugelpackung von Phosphidionen, in der drei Viertel aller Tetraederlücken von Magnesiumionen besetzt sind.

## Verwendung
Die Eigenschaft, dass Magnesiumphosphid schon bei Feuchtigkeit Monophosphan freisetzt, wird sich bei der Bekämpfung von Wühlmäusen oder dem Schutz von Pflanzen zunutze gemacht. Dabei dringt das Gas in die Höhlen und Gänge der Tiere ein und tötet sie dort.
Magnesiumphosphid kann auch zur labormäßigen Darstellung von Monophosphan verwendet werden, jedoch entzündet sich das so erhaltene Gas durch Spuren von Diphosphan an der Luft meistens von selbst.

## Sicherheitshinweise
Magnesiumphosphid ist sehr giftig beim Verschlucken, da mit Magensäure ebenfalls giftiges Monophosphan entsteht. Des Weiteren können sich die entstehenden Gase von selbst entzünden, weshalb man kein Wasser zur Beschleunigung der Gasentwicklung hinzugeben darf.